# هيلين بيتي اوزبورن
هيلين بيتي اوزبورن أو بيتي اوزبورن (16 يوليو 1952 - 13 نوفمبر 1971)، امرأة من نساء السكان الأصليين من نهر النرويج، حيث تم اختطافهن وقتلهن أثناء سيرهن في شارع ثيرد ستريت في باس، مانيتوبا.

## حياتها
ولدت أوزبورن في منزل بالنرويج، مانيتوبا، وهي الأكبر بين العديد من الأطفال الذين ولدوا لجو وجوستين (ني ماكاي) أوزبورن. كان طموحها أن تذهب إلى الكلية وأن تصبح معلمة. ومع ذلك، فإن الطريقة الوحيدة للنجاح في ذلك هي مواصلة تعليمها، حيث كان التعليم الثانوي غير متوفر. أمضت عامين في مدرسة جاى هيل السكنية ، خارج مدينة «ذا باس»، «مانيتوبا»، وهي بلدة مختلطة ثقافياً من الكنديين الأوروبيين، ميتي. وكرى في خريف عام 1971 ذهبت أوزبورن للعيش مع أسرة كندية أوروبية كجزء من برنامج حكومي تم فيه تسديد تكاليف المعيشية لاستضافتها طلاب من السكان الأصليين. هيلين بيتي أوزبورن حضرت مارغريت بربور جماعية في الباس.
في مساء وفاتها، أمضت أوزبورن المساء مع الأصدقاء في مقهى الشمالية لايت ثم في مكان بينسونز حيث كانت تقيم قبل العودة إلى وسط المدينة. في حوالي منتصف الليل، عاد أصدقاء أوزبورن إلى المنزل. لا يُعرف إلا القليل عن أماكن أو أعمال أوزبورن بعد هذا الوقت. كانت تسير إلى منزلها في حوالي الساعة 2:30 صباحاً عندما اختُطفت، وضُربت بوحشية، وطعنت ببراغي أكثر من 50 مرة، وقُتلت.  وفي اليوم التالي، كان كيني جوربا، البالغ من العمر أربعة عشر عاماً في المدينة، قد تعب من صيد السمك وتوقف ثم البحث عن مسارات أرنب عندما اكتشف جسدها العاري. وأبلغ هو ووالده الشرطة.